# Las Bocas
Las Bocas es un sitio arqueológico y una comunidad localizada en el municipio de Izúcar de Matamoros (Puebla, México). Está relacionado con varias piezas arqueológicas de estilo olmeca, especialmente figurillas de cerámica y otras obras de alfarería. El sitio de Las Bocas fue intensamente explorado en los años sesenta por coleccionistas interesados en la cerámica y figurillas olmecas. Como el prestigio del sitio iba en ascenso, en muchas ocasiones se asoció el nombre del sitio poblano con piezas que poseían características similares, pero cuyo origen era ciertamente desconocido. Como resultado de lo anterior, el término Las Bocas tiene actualmente una importancia arqueológica relativamente menor.

## Descripción
Las Bocas no es un sitio arqueológico abierto a la visita pública. En el sentido estricto del término, se trata de un yacimiento arqueológico del que se ha podido obtener indicios de ocupación humana de la época precolombina. Se trata de uno de los pocos asentamientos correspondientes al Preclásico que se conservan en el Centro de México, puesto que otros como Tlatilco y Cuicuilco han sido absorbidos por áreas urbanas.
El yacimiento de Las Bocas corresponde a un paraje que estaba dedicado a la agricultura, localizado en el piedemonte del cerro Teponaztle, al oriente de la ciudad de Izúcar de Matamoros. En él se han encontrado numerosos ejemplos de figurillas olmecas de estilo baby face que, según algunos especialistas, corresponden a representaciones del hombre-jaguar, de gran importancia en la iconografía olmeca. Asociados a estas piezas se han recuperado instrumentos líticos, confeccionados principalmente de obsidiana y sílex. A pesar de que en el sitio se han descubierto algunos enterramientos, no es posible considerar a Las Bocas como un cementerio, como hizo Coe en su libro The Jaguar's Children.

## Excavaciones arqueológicas
El primer trabajo sistemático de investigación arqueológica del que se posea información es un reporte realizado por David Grove en 1967, en el que menciona que decidió cancelar sus excavaciones en Las Bocas, puesto que Román Piña Chan se encontraba realizando las propias en el paraje de Caballo Pintado, que es el nombre local con que se conoce a Las Bocas en el Valle de Matamoros. Sin embargo, no se tienen noticias de los resultados de las indagaciones de Piña Chan. En 1997, la arqueóloga María de la Cruz Paillés realizó la primera de tres temporadas de excavaciones en el sitio, que han servido para arrojar más luz sobre el yacimiento de Las Bocas.

## Aportación
Las Bocas  nombre de la comunidad real es San José Las Bocas se encuentra ubicada a 7 kilómetros de Izúcar de Matamoros, Puebla. Aunque no es una zona arqueológica, se dice la historia que venían personas del extranjero a extraer piezas de barro las cuales tenían un valor económico alto, los cuales engañaron a la gente de esta localidad pagándoles  una mínima cantidad por cada pieza.
Relacionados con estas piezas se han recuperado y aún en la actualidad se pueden encontrar piezas de jade, obsidiana, barro y cerámica.